# Jaume Clotet Planas
Jaume Clotet Planas (Barcelona, 1974) es un periodista e historiador español.

## Biografía
Licenciado en Periodismo por la Universidad Autónoma de Barcelona y en Historia por la Universidad de Barcelona, fue jefe de la sección de política del diario Avui. Entre 2003 y 2008 fue jefe de prensa de la departamento de Gobernación de la Generalidad de Cataluña y, entre 2008 y 2010, ocupó el cargo de subdirector de la Agencia Catalana de Noticias (ACN). Es miembro fundacional del Grupo de Periodistas Ramón Barnils y ha colaborado en diversos medios, como el Ara, El Punt Avui, El Singular Digital, TV3, Público, ABC, COM Radio, Ona Catalana y RAC 1.
Es coautor, con Quim Torra, de Les millors obres de la literatura catalana (comentades pel censor) (A Contra Vent, 2010) y de la novela histórica Lliures i morts (Columna Edicions, 2012), con el periodista David de Montserrat. También ha publicado el cuento infantil La meva primera Diada y el reportaje «Voluntaris catalans a la guerra de Croàcia», publicado en la Revista de Cataluña en 2012.
En febrero de 2014 asumió la dirección del Programa Internacional de Comunicación y Relaciones Públicas Eugeni Xammar del Gobierno de Cataluña, en sustitución de Martí Estruch.